# علي إبراهيم (ممثل)
علي إبراهيم (ولد في حي المرقب في الرياض عام 1946 - )، ممثل ومنتج سعودي، يعد من رواد الحركة الدرامية والمسرحية في السعودية. شارك في كثير من المسرحيات المسلسلات أبرزها مسرحية (طبيب بالمشعاب)، وله حضور في الإذاعة والسينما والمسرح، وشارك في العديد من برامج الإذاعة السعودية منذ العام 1972.

## أعماله

### مسرحيات
- طبيب بالمشعاب (مسرحية) (1972)
- آخر المشوار (مسرحية) (1395)
- سقوط الحساب (مسرحية) (1396) إسلامية عن معركة الخندق بالفصحى.
- مسرحية مدينة الحظوظ (مسرحية) (1991) إخراج عامر الحمود
- قطار الحظ (مسرحية) (1978).
- المستعصم (مسرحية) (1984)، وشاركت ضمن فعاليات المهرجان المسرحي لدول مجلس التعاون الخليجي الأول بالكويت.
- قدر الشراكة (1980).
- ثلاثة النكد (مسرحية) (1986).
- المهابيل (مسرحية) (1985) اجتماعية تحكي عن الوضع العربي- شاركت في مهرجان القرطاج المسرحي بتونس، كما عرضت على تلفزيون تونس.
- الجراد (مسرحية) (1408) باللغة العربية الفصحى سياسية، شاركت في مهرجان القرطاج المسرحي بتونس، كما شاركت في مهرجان المسرح العربي ببغداد.
- السنين العجاف (مسرحية) (1410) من تأليف الكاتب محمد العثيم، وترجمت إلى الفرنسية، وشاركت في مهرجان المسرح التجريبي بالقاهرة (1414).
- أحلام سلوم (1986).
- عويس التاسع عشر (مسرحية) (1987م)، تأليف راشد الشمراني وإخراج عامر الحمود، وشارك في البطولة كلاً من محمد العلي، وناصر القصبي، وعبد الله السدحان، وعبد الرحمن الخطيب، وخالد سامي، ومحمد بخش، وعبد الإله السناني، ومحمد الكنهل. وشارك في مهرجان دمشق التاسع، ومهرجان المسرح التجريبي بالقاهرة.
- الأرشيف (مسرحية) (1414)، وشاركت في مهرجان المسرح التجريبي بالقاهرة.
- وادي الحنشل (1995).
- الهيار (مسرحية) (1416)، وشاركت في مهرجان المسرح التجريبي بالقاهرة.
- الجار (سكتش مسرحي) (1418)، وشاركة بمهرجان الفكاهيين العرب بمدينة سوسه بتونس، وشارك معه الدور حمدان شلبي.
- فندق الراحة والاستجمام (مسرحية) (1419)، وشاركة بمهرجان الفكاهيين العرب بمدينة الدار البيضاء بالمغرب.
- الكذب خيبه (مسرحية) (1428)، ضمن فعاليات أمانة مدينة الرياض بعيد الفطر المبارك. للمخرج أحمد السهيمي.
- المال الحلال (مسرحية) (1429)، ضمن فعاليات أمانة مدينة الرياض بعيد الفطر المبارك.
- الزئبق الأحمر(مسرحية) (1430)، ضمن فعاليات أمانة مدينة الرياض بعيد الفطر المبارك.
- مطافيق في مهب الريح (مسرحية) (1431)، ضمن فعاليات أمانة مدينة الرياض بعيد الفطر المبارك.
- وين الشنطة (2012).[5]
- فورمات مخ (2012).[6]
- إلحقني يا جاري (2013م).[7]
- هلا بالعيال (مسرحية) (1438)، ضمن فعاليات أمانة مدينة الرياض بعيد الفطر المبارك.

### المسلسلات
- وراك وراك
- سكرتير في البيت (1970).
- فرج الله والزمان (1971)
- الفرصة الثانية (1972) سهرة.
- أحلام سعيدة يا حسن (1972).
- فقيه العرب (1974).
- فاعل خير (1974).
- بنتي (1974).
- أيام لا تنسى (مسلسل) (1974)
- حكاية مثل (1976).
- أعداد مجهولة (1976).
- الضيف الغريب (1976).
- يا كد مالك خلف (1978).
- مقالب من الحياة (1979).
- فارس من الجنوب (1979).
- شمعة تحترق (1979).
- اللي خذته المدينة (1979)
- الجفاف يقتل الندى (1979).
- فارس من الجنوب (مسلسل) (1983) “عقاب”.
- أنا وابني والآخرون (1980) سهرة.
- ألم وحرمان (1981).
- رفاقة درب (1986).
- عائلة فوق تنور ساخن (1987).
- الأول تحول (1989).
- وادي الغزلان (1990).
- عندما ينقشع الضباب (1990).
- دردبنا (1990) سهرة.
- بداية نهاية (1990).
- حكايات قصيرة (1991).
- الدكاترة سعد (1992) سهرة.
- الأستاذ موهوم (1992) سهرة.
- خمسة في انتداب (1993) سهرة.
- لا للمخدرات (1994).
- خلك معي 1 (1994).
- لينة (1995).
- أمثال ولكن (1995).
- وبالوالدين إحساناً (1996).
- خط البداية (1997).
- أحلام ضائعة (1997).
- سماح (1998) سهرة.
- محبوب الطيور (1999).
- عودة الطيور (1999).
- أساطير شعبية (2000).
- خلف خلاف 2 (2002).
- من الواحد إلى المليون (2004).
- مثلك عارف (2004).
- فرط الرمان (2004).[8]
- شروق (2005).
- دولاب الزمن (2005).
- طاش ما طاش 14 (2006).
- تسونامي (2007).[9]
- كلنا عيال قرية (2008).
- الخادمة (2009).
- ماشي (2011).
- أيام وليالي (2011).
- سواق المعازيب (2011).[10]
- حربش بربش (2014).
- بدون فلتر (2018).
- بدون فلتر 2 (2019).
- وصية بدر (2020).
- إسعاف (2021).
- شباب البومب 9 (2021).
- الزاهرية (2022).[11]

### الإذاعة
- مجلس أبو حمدان
- زين وشين
- شاعر وموقف
- دمعة حمراء
- قصة وحضارة
- زاوية من الحياة

### الأفلام
- فيلم (المسافة صفر) 2019.
- فيلم (حد الطار) 2020.[12]

### البرامج
شارك في تقديم عدد من البرامج منها:
- «شاعر وموقف» (1975).
- سلامتك (1980).
- «دمعة حمراء».
- «قصة وحضارة».
- البرنامج الاجتماعي «زاوية من الحياة» الذي يعتبر من أطول البرامج الإذاعية بعدد حلقات تجاوزت الـ 3700 حلقة.وقام ببطولة عدد من السباعيات والسهرات الدرامية، منها سباعية «الشك» عام 1985.[4]

## جوائز
- الجائزة الذهبية في الموسيقى لمسلسل أحلام طائرة.
- الجائزة الفضية في النص لمسلسل أحلام طائرة في مهرجان القاهرة للإذاعة والتلفزيون (2009) ومن إنتاج مؤسسته (رؤيه للإنتاج الصوتي والمرئي).